# Donald Young
Donald Young (født 23. juni 1989) er en professionel amerikansk tennisspiller, der blev professionel i 2004, og som sin bedste rangering har været nummer 38 på ATP-listen i single, hvilket skete i februar 2012. Sit bedste grand slam-resultat har han opnået i US Open, hvor han to gange er nået til fjerde runde, senest i 2015.